# Mišja abeceda
Mišja abeceda je pesniška zbirka namenjena otrokom, ki jo je napisala Tatjana Pregl Kobe. Prvič je izšla leta 2007 v Ljubljani pri založbi Miš. Celotno zbirko je ilustrirala Daša Simčič.

## Analiza
Zbirko sestavlja 26 štirivrstičnih pesmi. Naslovi pesmi si sledijo v abecednem redu. Glavna oseba v pesmih je Miška, kateri so pesmi tudi namenjene, da se bo z njimi igrala. Pesmi govorijo o preprostih predmetih in pojavih, ki jih srečamo v vsakdanjem življenju. Prva kitica je uvodna, v njej avtorica pove komu je pesem namenjena. V vseh kiticah razen v uvodni najdemo tudi rimo.
Vrste rim v pesmih:
- Mišja abeceda (uvodna pesem)
- Avto  ( a,a,b,b)
- Barčica  (a,a,a,a)
- Copati  (a,a,a,a)
- Čopič   (a,a,b,b)
- Doktor  (a,b,c,d)
- Elastika  (a,a,b,b)
- Fantek   (a,a,b,b)
- Gora    (a,b,a,b)
- Hiša    (a,a,a,a)
- Igrače  (a,a,b,b)
- Jabolko  (a,a,a,a)
- Kolo  (a,a,a,a)
- Lutka  (a,b,a,b)
- Medved  (a,b,c,b)
- Noč  (a,a,b,b)
- Oblaki ( a,b,a,b)
- Papiga  (a,b,a,b)
- Raček (a,a,b,b)
- Smeh  (a,a,a,a)
- Šivanka  (a,a,b,b)
- Trobenta (a,b,a,b)
- Usta  (a,a,b,b)
- Vlak  (a,a,b,b)
- Zob  (a,a,b,b)
- Žarki  (a,a,b,b)